# Chaouia-Ouardigha

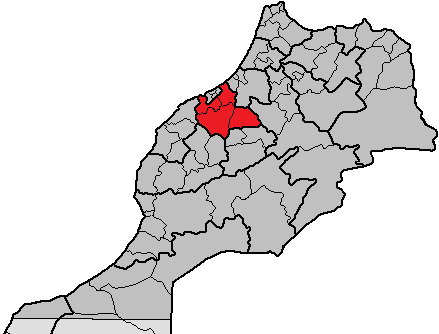
Läge i Marocko.

Chaouia-Ouardigha var 1997–2015 en av Marockos regioner. Den hade 1 655 660 invånare (2 september 2004) på en yta av 16 845 km². Regionens administrativa huvudort var Settat.

## Administrativ indelning
Regionen var indelad i 4 provinser: 
- Ben Slimane, Berrechid, Khouribga och Settat.

## Större städer
Invånarantal enligt folkräkning (2 september 2004)
- Khouribga (166 397)
- Settat (116 570)
- Berrechid (89 830)
- Oued Zem (83 970)
- Ben Slimane (46 478)